# Perdita foxi
Perdita foxi är en biart som beskrevs av Cockerell 1895. Perdita foxi ingår i släktet Perdita och familjen grävbin. Inga underarter finns listade.